# یوس لانسینک
یوس لانسینک (انگلیسی: Jos Lansink؛ زادهٔ ۱۹ مارس ۱۹۶۱) سوارکار پرش اهل هلند بود.